# CHIN UP!
《CHIN UP!》是香港歌手陳奕迅的音樂專輯，於2023年10月6日開放預購，10月27日正式發行。本專輯集齊粵語及國語兩種語言的歌曲，以粵語為主，主要由陳奕迅本人親自監製、香港唱作歌手林家謙作曲。
《人啊人》作詞人周耀輝更憑這首歌獲得台灣《第34屆金曲獎》「最佳作詞人獎」，是金曲獎史上首次有廣東歌入圍及獲得該獎項。

## 專輯介紹
陳奕迅親自監製、暌違五年的實體大碟，為演唱會《FEAR AND DREAMS》提供一個答案。
專輯概念源自於陳奕迅年少時期在英國留學時，經常聽到「Keep Your Chin Up!」（別垂頭喪氣）這句諺語。昔日一句簡單的鼓勵，此刻聽來卻是一句撫慰人心的當頭棒喝。原來只要下巴挺起，沒有什麼是挺不過的。
就像未曾走過的路途在眼前展開，當你抬頭，眼前是繁花似錦的未來；當你低頭，眼下是荊棘滿途的未知。同樣都是未走過的路，在腦海中，一念夢想，一念恐懼，端看自己如何抉擇。CHIN UP！把下巴抬起來，徘徊在低頭與抬頭之間，不讓夢想抬得太高，使我們好高騖遠；也不被恐懼壓低，使我們妄自菲薄。CHIN UP就是跟夢想與恐懼和諧共存之道。
專輯收錄8首歌曲，陳奕迅特別誠邀林家謙聯手製作專輯，全碟作曲由林家謙一手包辦，部分編曲由李榮浩操刀；填詞方面則由八名填詞人各負責一曲。歌曲順序既像是一趟成長的線性旅程，卻又是一個個二元對立的人生課題。整張專輯帶你游走夢想與恐懼，或許你會停在某一首單曲循環，也可能整張專輯反覆循環。哪個階段、哪個課題，別讓雙下巴跑出來，記得CHIN UP挺過去。

## 專輯歷史
早於2021年，陳奕迅已打算製作由林家謙包辦所有歌曲之作曲部份的全新大碟。
2020年10月20日，歌曲「致明日的舞」以單曲形式率先發行。
2020年11月20日，歌曲「是但求其愛」以單曲形式率先發行。
2020年12月11日晚，陳奕迅在「是但求其吹」直播中，由作曲人林家謙負責鋼琴及和音，先後首次演唱歌曲「是但求其愛」及「致明日的舞」。
2022年11月16日，歌曲「人啊人」以單曲形式率先發行。
2022年12月9日晚，陳奕迅在FEAR AND DREAMS演唱會香港站Fearless部份首次於演唱會演唱歌曲「致明日的舞」。此歌曲為FEAR AND DREAMS演唱會常駐曲目。
2023年1月9日，歌曲「盲婚啞嫁」以單曲形式率先發行。
2023年1月10日晚，陳奕迅在FEAR AND DREAMS演唱會香港站Encore部份，與該場觀眾一同觀看歌曲「盲婚啞嫁」長達15分鐘之之劇場版，並首次演唱歌曲「盲婚啞嫁」。由於陳奕迅前一天才得知歌曲當天晚上就發行，樂隊尚未練習歌曲伴奏，最終陳奕迅以CD伴奏形式演唱，為演唱會唯一一次在未有樂隊現場演奏下演唱。歌曲「盲婚啞嫁」首次在樂隊現場演奏下的演唱為2023年5月14日晚FEAR AND DREAMS演唱會馬來西亞站的Encore部份。
2023年1月11日晚，陳奕迅在FEAR AND DREAMS演唱會香港站Encore部份首次於演唱會演唱歌曲「是但求其愛」。
2023年1月14日晚，陳奕迅在FEAR AND DREAMS演唱會香港站Encore部份首次演唱歌曲「人啊人」。
2023年3月10日晚，歌曲「塵大師」以單曲形式率先發行。3月25及26日，陳奕迅與公司為宣傳歌曲「塵大師」，於銅鑼灣京士頓街舉行快閃展覽「塵大館」，引來大批樂迷參觀及參與「塵大館」中的活動。
2023年5月12日晚，陳奕迅在FEAR AND DREAMS演唱會馬來西亞站Encore部份首次演唱歌曲「塵大師」。
2023年6月，陳奕迅Instagram社交平台帳號的自介部份改成「CU」，被不少樂迷猜測為在FEAR AND DREAMS演唱會中「See You」之意。實際上，原來「CU」是大碟名稱「CHIN UP!」之縮寫。
2023年7月15至23日FEAR AND DREAMS演唱會台北站期間，為宣傳歌曲「塵大師」及FEAR AND DREAMS演唱會，於台北小巨蛋商店街舉行「塵大館•台北分館」，館內包括多個限定互動特展。
2023年9月25日晚，陳奕迅在FEAR AND DREAMS演唱會溫哥華站Talk部份公佈即將推出新專輯，指專輯已錄製一般時間，當中有八首歌曲，專輯概念由FEAR AND DREAMS演唱會衍生而出。10月5日，環球音樂及EAS Music於社交平台正式公佈將於2023年10月27日推出新專輯，專輯名為「CHIN UP!」。
2023年10月12日至11月2日FEAR AND DREAMS演唱會澳門站期間，為宣傳專輯「CHIN UP!」及FEAR AND DREAMS演唱會，於澳門威尼斯人舉行「塵大館•澳門分館」，館內包括展出《CHIN UP!》封面畫作。
2023年10月16日，陳奕迅因不適宣佈在FEAR AND DREAMS演唱會澳門站其中三場須延期。當中，10月20日場改於10月26日舉行，結果造就他於10月26日晚趕及在專輯發行前一小時，在演唱會Encore部份首次演唱尚未發佈之新歌曲「社交恐懼癌」。
2023年10月27日，陳奕迅新專輯「CHIN UP!」正式發行，當中包括五首已以單曲形式率先發行之粵語歌曲「致明日的舞」、「是但求其愛」、「人啊人」、「盲婚啞嫁」、「塵大師」，兩首國語新曲「社交恐懼癌」、「空城記」，及一首粵語新曲「焦焦焦」。
2023年11月3日下午六時，陳奕迅與公司為宣傳歌曲專輯「CHIN UP!」，於澳門威尼斯人劇場舉行《Eason陳奕迅〈CHIN UP!〉新碟發佈會》。本次發佈會原定在專輯發佈前於10月23日舉行，後因陳奕迅不適而宣佈延期至11月2日，又因李克強於當天出殯「禁娛」並再延後一天舉行。會上同時公佈陳奕迅之歌曲全球串流播放總量達七百五十億，他亦代表其公司EAS Music與環球音樂續約。
2023年12月23日至2024年1月10日FEAR AND DREAMS演唱會廣州站期間，為宣傳專輯「CHIN UP!」及FEAR AND DREAMS演唱會，於廣州番禺天河城舉行「塵大館•廣州分館」，館內包括售賣「塵大師利是封」及「給自己迎接2024  CHIN UP的話」活動等。
2023年12月29日晚，陳奕迅在FEAR AND DREAMS演唱會廣州站Encore部份首次演唱歌曲「空城記」，大屏幕同時顯示出歌曲MV。

## 包裝設計
專輯設計是由有「香港Figure教父」之稱的藝術家Michael Lau傾力操刀製作，以一個在玩攀登架的俏皮小孩呈現CHIN UP的核心精神，比喻快樂忘形，哪管天多高地多厚，CHIN UP就爬過了。實體包裝像一本插圖畫冊，內含有百幅玩味設計草圖，共有十款不同的「書脊」設計以供選擇。

## 曲目
| 曲序     | 曲目                               |          | 作曲         | 编曲     | 備註     | 时长  |
| -------- | ---------------------------------- | -------- | ------------ | -------- | -------- | ----- |
| 1.       | 塵大師（Lightly）                  | 林海峰   |              | 李榮浩   |          | 4:28  |
| 2.       | 人啊人（Homo Sapiens）             | 周耀輝   |              | 李榮浩   |          | 4:58  |
| 3.       | 焦焦焦（Hold On A Sec）            | 鍾說     |              | 李榮浩   |          | 3:38  |
| 4.       | 社交恐懼癌（Don't Mind Me）        | 李榮浩   |              | 林家謙   | 國語歌曲 | 3:26  |
| 5.       | 空城記（Something Missing）        | 馮松興   |              | 林家謙   | 國語歌曲 | 3:10  |
| 6.       | 是但求其愛（The Search）           | 小克     |              | 林家謙   |          | 4:32  |
| 7.       | 盲婚啞嫁（The Code）               | 沐木臣   | 与陳奕迅合写 | 李榮浩   |          | 3:44  |
| 8.       | 致明日的舞（A Dance For Tomorrow） | Oscar    |              | 林家謙   |          | 3:32  |
| 总时长： | 总时长：                           | 总时长： | 总时长：     | 总时长： | 总时长： | 31:28 |

### 曲目簡介

#### 《塵大師》：看輕重
人生旅程出發前背負太多包袱的《塵大師》教我們分辨行李與包袱，孰輕孰重。
小時候，我們把重事看輕；長大了卻把輕事看重。是我們不分輕重，還是本質無分輕於鴻毛、重於泰山？

#### 《人啊人》：看你我
成長旅程中面對人與事而迷失自我的《人啊人》教我們一個人內裡住了不只一個人。
「我」的定義是由自我還是，由他我？ 越是認識、越是陌生；越是熟悉、越是迷失。

#### 《焦焦焦》：看緩急
投身社會的一片渾沌中希望趕出成績的《焦焦焦》教我們緩急要分先後，暫停也需要放進行程。
休息並不是要為了走更長的路， 而是走更長的路必需要休息。

#### 《社交恐懼癌》：看眾寡
有點成就卻帶點個人偏執的《社交恐懼癌》教我們與眾不同也要活得自在。
要是人云我亦云，又怎能任我行？

#### 《空城記》：看取捨
當偏執走到極致，有得必有失的《空城記》教我們學懂失去與掛念滋味。
是先擁有才能失去，失去了方能掛念。

#### 《是但求其愛》：看進退
主動尋找缺失候補的《是但求其愛》教我們事情是多面向，不一定往你所想的發展。
前進不一定行前了，後退也不一定退後了。

#### 《盲婚啞嫁》：看虛實
尋尋覓覓，頓覺一切都是凡間戲碼的《盲婚啞嫁》教我們即使劇本早已寫好，我們也可以選擇如何演好。
劇本可以是虛，演出來的才是實。

#### 《致明日的舞》：看始終
最終章的《致明日的舞》是悟到真理還是誤以為學懂真理？
是翻開更好的章節，還是重蹈覆轍；是新開始，還是重新開始？

## 音樂錄像
| 曲目 | 歌名       | 導演                     | 首播日期       | 連結                                  |
| ---- | ---------- | ------------------------ | -------------- | ------------------------------------- |
| 1    | 塵大師     | 林海峰                   | 2023年3月10日  | 官方Youtube連結（页面存档备份，存于） |
| 2    | 人啊人     | 陳健朗                   | 2022年12月8日  | 官方Youtube連結（页面存档备份，存于） |
| 3    | 焦焦焦     |                          |                |                                       |
| 4    | 社交恐懼癌 | 陳國新                   | 2023年11月5日  | 官方Youtube連結（页面存档备份，存于） |
| 5    | 空城記     | 蔡宜豫                   | 2023年12月29日 | 官方Youtube連結（页面存档备份，存于） |
| 6    | 是但求其愛 | 麥曦茵                   | 2020年11月20日 | 官方Youtube連結（页面存档备份，存于） |
| 7    | 盲婚啞嫁   | 張蚊、陳品               | 2023年1月9日   | 官方Youtube連結（页面存档备份，存于） |
| 8    | 致明日的舞 | Sheng Wong、Maggie Leung | 2020年10月23日 | 官方Youtube連結（页面存档备份，存于） |

## 專輯銷量、網上平台及電台成績

### 香港本地電台流行榜成績
| 派台次序 | 歌曲       | 903專業推介 | RTHK中文歌曲龍虎榜 | 997勁爆流行榜 | TVB勁歌金榜 | ViuTV Chill Club 推介榜 |
| -------- | ---------- | ----------- | ------------------ | ------------- | ----------- | ----------------------- |
| 01       | 致明日的舞 | 1           | 1                  | 1             | ×           | 1                       |
| 02       | 是但求其愛 | 1           | 1                  | -             | 1           | 1                       |
| 03       | 人啊人     | 1           | 1                  | 1             | 1           | 1                       |
| 04       | 盲婚啞嫁   | 13          | 1                  | 1             | 1           | -                       |
| 05       | 塵大師     | 1           | 1                  | 2             | ×           | ×                       |
| 06       | 社交恐懼癌 | 1           | 1                  | 1             | 1           | 1                       |
| 07       | 空城記     | 1           | 1                  | 1             | 3           | 5                       |

- *代表在榜上
- 粗體代表冠軍歌
- ×代表沒有派台

## 相關獎項或提名

### 歌曲《是但求其愛》
- 香港：2021勁歌金曲優秀選第一回 - 得獎歌曲（獲獎）
- 香港：Chill Club 推介榜年度推介20/21 - 年度十大歌曲 - 最後二十強（入圍）

### 歌曲《人啊人》
- 香港：廣播九十五周年十大中文金曲 - 十大中文金曲（獲獎）
- 台灣：第34屆金曲獎 最佳作詞人獎 - 周耀輝（獲獎）
- 中國：第一届浪潮音乐大赏年度歌曲（獲獎）
- 中國：第一届浪潮音乐大赏最佳编曲（入圍）
- 中國：第一届浪潮音乐大赏最佳单曲制作（入圍）
- 中國：第一届浪潮音乐大赏最佳音乐录影带（入圍）

### 歌曲《社交恐懼癌》
- 台灣：第35屆金曲獎 最佳單曲製作人獎 - 陳奕迅、林家謙（提名）
- 台灣：第35屆金曲獎 最佳MV獎 - 張傑邦（獲獎）

### 歌曲《盲婚啞嫁》
- 國際：May 2023 Long Story Shorts - Best Short Film（獲獎）
- 國際：May 2023 Long Story Shorts - Best Actor（獲獎）
- 國際：May 2023 Long Story Shorts - Best Director - 張蚊、陳品（獲獎）
- 國際：May 2023 Long Story Shorts - Best Cinematography（獲獎）
- 國際：May 2023 Long Story Shorts - Best Editor（獲獎）
- 國際：May 2023 Long Story Shorts - Best Original Score（獲獎）